# Argyrodes gemmatus
Argyrodes gemmatus är en spindelart som beskrevs av William Joseph Rainbow 1920. Argyrodes gemmatus ingår i släktet Argyrodes och familjen klotspindlar. Inga underarter finns listade i Catalogue of Life.